# Castell de Bufalaranya
El castell de Bufalaranya o d'en Bufalaranya és una fortificació situada al municipi de Roses (Alt Empordà). Està situada al nord-est del nucli urbà de la població, dalt d'un puig força escarpat que enllaça pel nord amb el serrat de Can Berta i pel sud amb la vall de la Trencada. S'hi accedeix pujant a peu des del quilòmetre 5 de la carretera de Roses a Cadaqués. És una obra declarada bé cultural d'interès nacional.

## Descripció
És un conjunt d'estructures muràries conservades a diferents alçades format per una muralla de planta irregular, adaptada als grans desnivells del terreny on es fonamenta, que conserva pràcticament tot el seu perímetre, tot i que amb gruixos variables depenent del tram. Els paraments nord i est són els més ben conservats i estan bastits amb pedra llicorella sense treballar, disposada formant filades irregulars. També destaquen, però, filades de lloses inclinades en un sol sentit i trams d'opus spicatum. Aquests paraments presenten petites sageteres estructurades a dos nivells, bastides amb simples lloses disposades en paral·lel.
L'accés a l'interior del recinte se situa pel costat est. Aquest espai es troba organitzat en dos planells esglaonats. A la part superior hi ha la torre, de planta rectangular i amb una gran pilastra quadrada al mig. En el seu parament també s'observen trams d'opus spicatum, combinats amb filades de lloses inclinades en un sol sentit. El mur est presenta dues finestres rectangulars de diferent mida, igualades al nivell de la llinda. S'accedeix al seu interior des de la banda sud, travessant un àmbit de planta rectangular del que només es conserven els seus fonaments.
El planell inferior presenta, a l'extrem sud-oest del recinte, una estança de planta rectangular amb l'accés pel costat est, i el pati des d'on es distribueixen els diferents recorreguts per l'interior del recinte, ubicat a l'extrem sud-est.
Al nord, fora del recinte emmurallat, es localitza un doble fossat excavat a la roca, que defensava la zona més feble entre el puig i el serrat de Can Berta.

## Història
Hom pensa que antigament el nomenat castell "Panna Nigra" ubicat entre els límits del monestir de Sant Pere de Rodes fa referència al Castell de Bufalaranya. Actualment els habitants de l'entorn encara nomen el puig on es troba el castell com Monegra, sent aquest una pervivència de l'antic "Pinna Nigra". Aquest és citat en diferents ocasions, apareix consignat a la important donació del comte Gausfred I d'Empúries-Rosselló al cenobi de l'any 974, a les confirmacions papals del mateix 974 i del 990, i al precepte ratificatori del rei franc Lotari del 982.
De la mateixa manera, el nom Bufalaranya hom creu que és una deformació d'un pristí Brufaganyes que es documenta a una còpia d'un pergamí del 1361. No és fins a uns capbreus dels anys 1798-1802 quan es registra per primera vegada el nom deformat "Mas Isern del Castell de Bufalaranya" (Arxiu Diocesà de Girona).
Encara que és difícil establir una datació acurada, resta clara la pertinença a temps alt-medievals, encara que també s'especula que la primera fase constructiva sigui força anterior, senyalant el moment entre els segles VIII i IX. Les futures publicacions de les últimes excavacions podran aclarir, en part, aquests dubtes.

## Galeria d'imatges

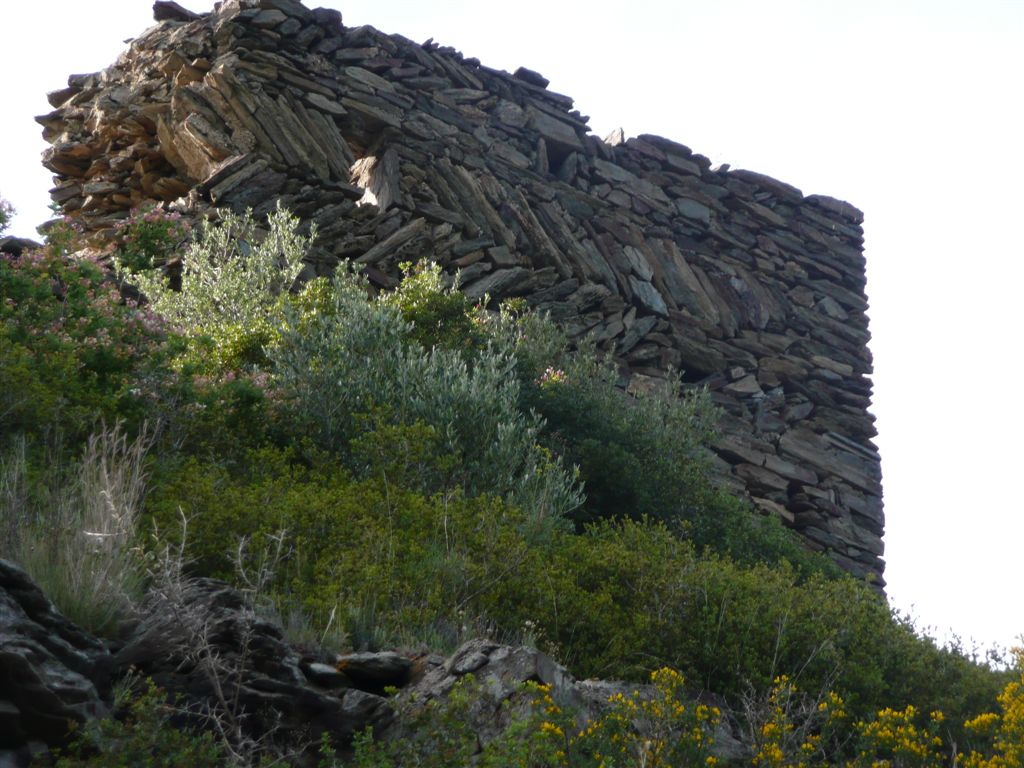
Torre amb opus spicatum
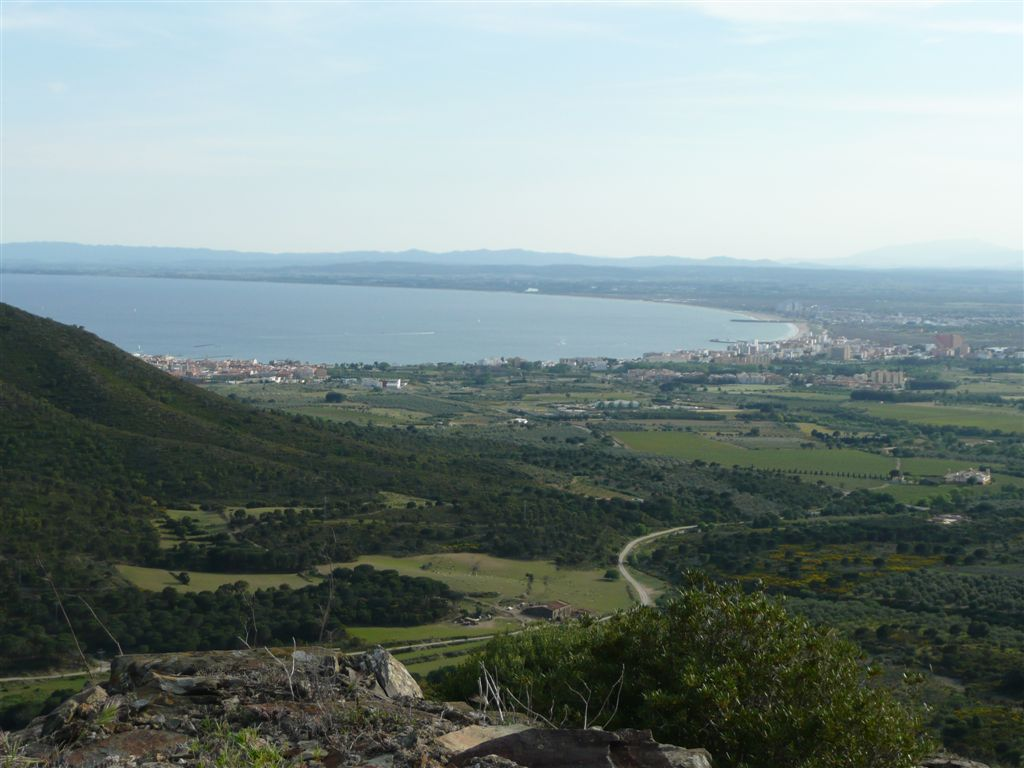
Vista al golf de Roses (S)
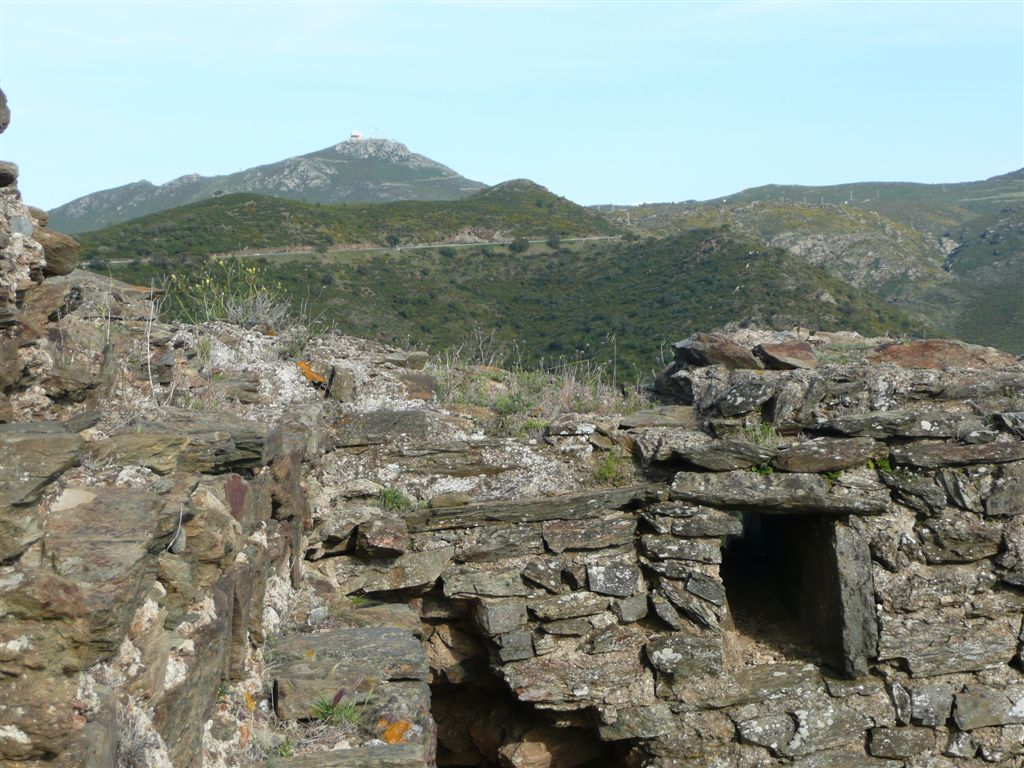
Vista al Pení (E)
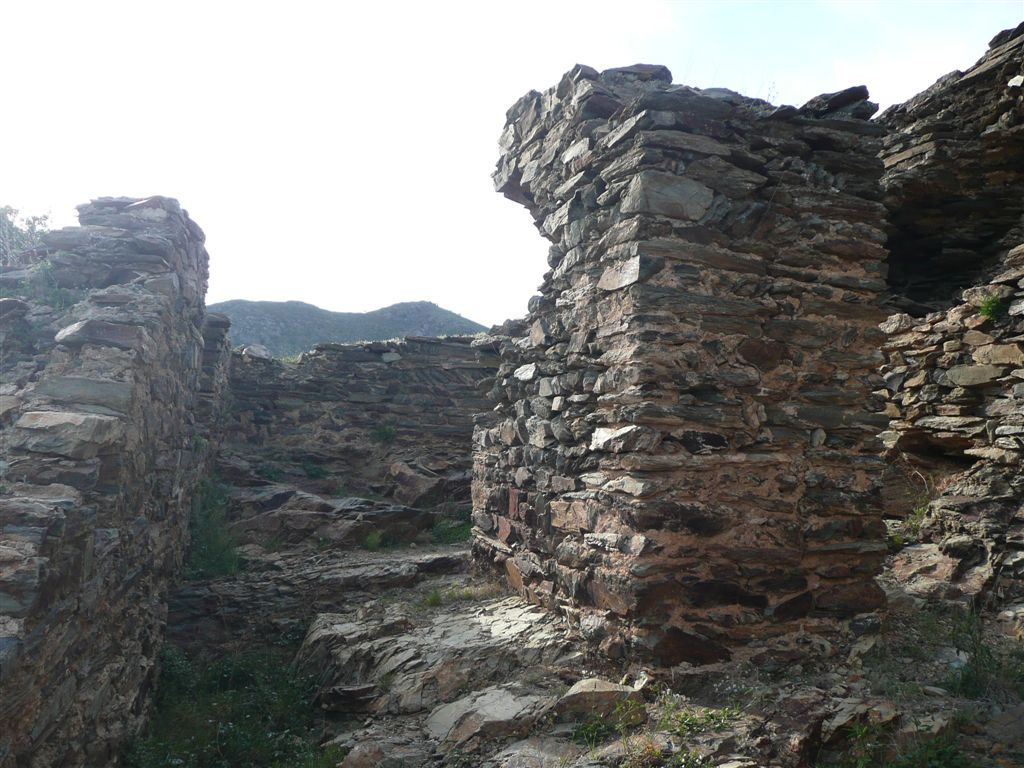
Pilastra
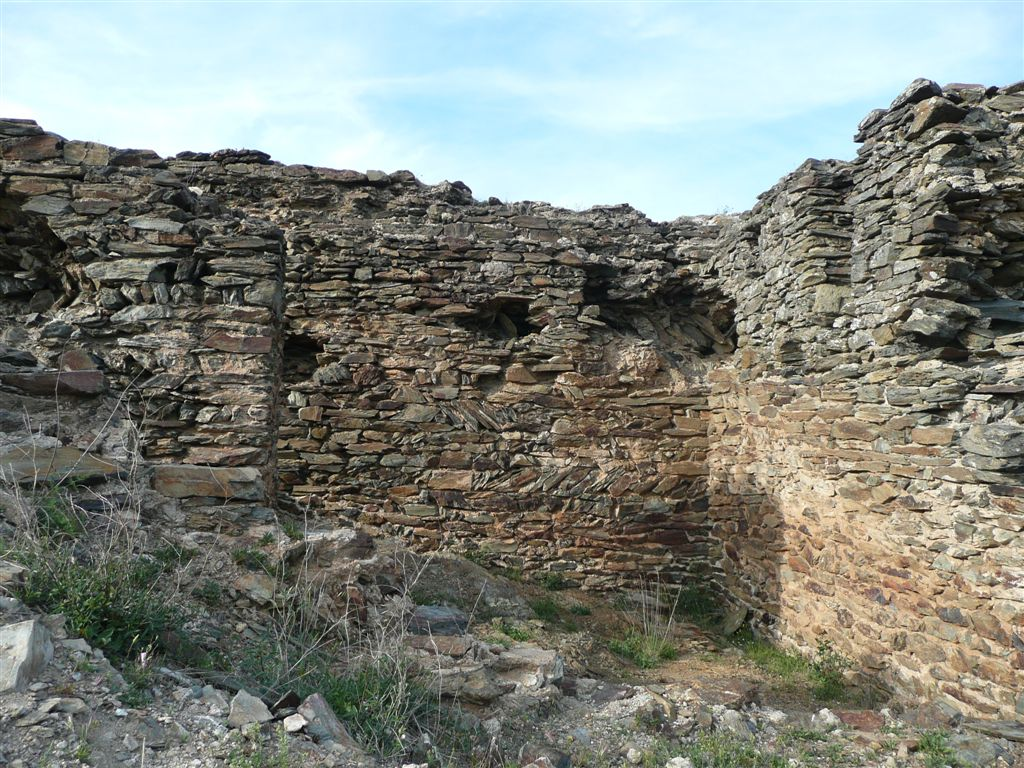
Interior de la torre
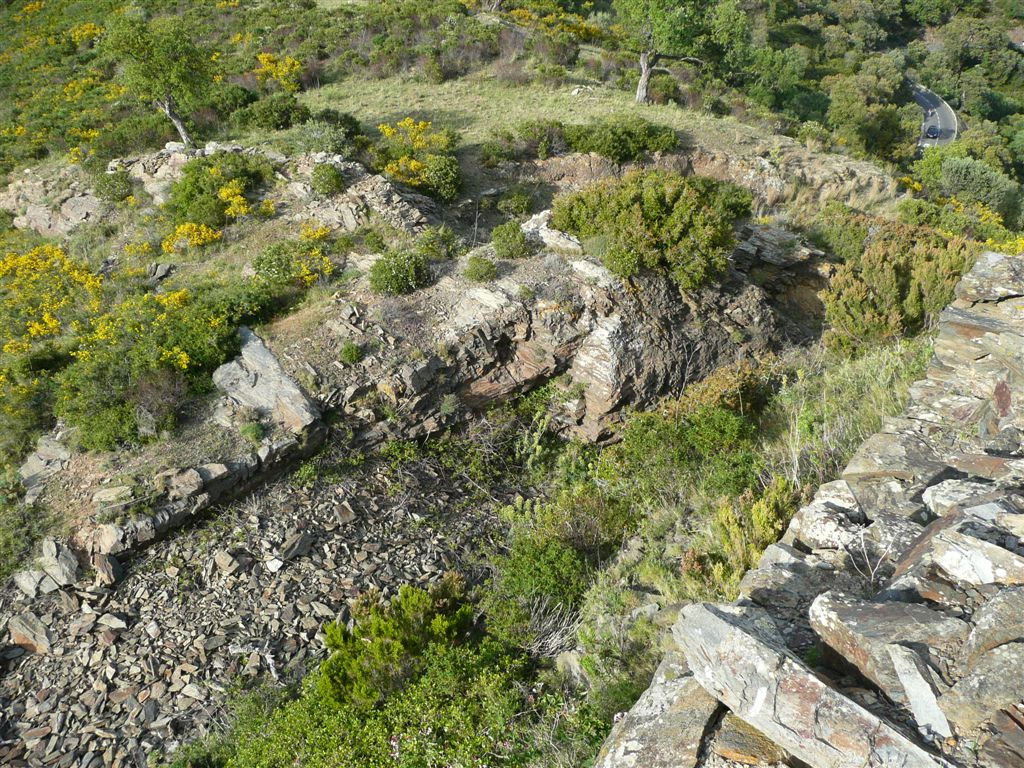
El doble vall